# Vigintas Višinskis
Vigintas Višinskis (* 1962 in Kaišiadorys, Litauische SSR) ist litauischer Jurist, Richter im Lietuvos apeliacinis teismas, Zivilprozessrechtler, Professor der Mykolas-Romer-Universität in Vilnius.

## Biographie
1986 absolvierte Višinskis das Diplomstudium der Rechtswissenschaften an der Universität Vilnius und danach das Doktorstudium.  2000 promovierte er an der MRU.  2008 habilitierte er an der Mykolas-Romer-Universität. Er ist bisher dort tätig.
Von 1989 bis 1993 arbeitete er als Richter und Vorsitzender am Kreisgericht Telšiai.
Von 1993 bis 1994 war er Richter im Lietuvos Aukščiausiasis Teismas, von 1997 bis 1998 Assistent an der Universität Vilnius. Ab 1997 ist er Richter im Lietuvos apeliacinis teismas, ab 1998 Assistent, danach Dozent und ab 2010 Professor an der  Mykolas-Romer-Universität.
Von 1995 bis 2001 war er Mitglied der Arbeitsgruppe für die Ausarbeitung des Zivilprozessgesetzbuchs Litauens.